# Camí de la Casa Vella de Borrell

El Camí de la Casa Vella de Borrell, respecte del terme d'Abella de la Conca

El Camí de la Casa Vella de Borrell és un camí en forma d'espiral que arrenca de Cal Borrell, en el terme municipal d'Abella de la Conca, a la comarca del Pallars Jussà.
Fa la volta de primer cap al nord-oest, i va girant cap al nord, després cap a l'est, més tard cap al sud i finalment cap a l'oest, per salvar el desnivell de l'Estimbat de Borrell, sota del qual hi ha la casa actual de Cal Borrell, i damunt del qual hi ha la Casa Vella de Borrell. El primer tram coincideix amb el Camí de Carreu. És del tot dins de la partida de les Vielles.

## Etimologia
Es tracta d'un topònim romànic modern, de caràcter descriptiu: pren el nom de la Casa Vella de Borrell, que és on mena, des de Cal Borrell nou.